# ロゼッタストーン (企業)
ロゼッタストーン（Rosetta Stone Inc.）社は、アメリカ合衆国ヴァージニア州に本社を置くコンピュータ・ソフトウェア製品を設計・製造する多国籍企業。

## 概要
主な製品として、外国語を学習するためのソフトウェア「Rosetta World（ロゼッタワールド）」の設計・製造・販売を行っている。付属のマイク付ヘッドセットを使って行う独自の音声認識機能をはじめ、幼児がはじめて言語能力を身につけていく過程を擬似的に体験できるDynamic Immersion Methodと呼ばれる手法により、実際に自分の声で外国語を正確に発音しながら「話す」トレーニングができることを特徴としている。
米国では海兵隊や移民局でも公式に採用されており、インタラクティブで実用的なソフトとして人気を博し、米国内外で利用されている。英語をはじめ、合計31言語に対応。既に世界177カ国、300万人以上の個人ユーザー（2007年時点*）が利用。Rosetta Stone Inc.は2009年4月16日、語学学習関連会社として初めてニューヨーク証券取引所に上場した。日本では米国本社が100%出資する日本法人として、ロゼッタストーン・ジャパン株式会社が営業活動を行っていたが、2017年にソースネクストがロゼッタストーン・ジャパンを買収し、日本国内における独占販売権を獲得した為、ロゼッタストーン・ジャパンはサイトを閉鎖した。

## 業務沿革
（ロゼッタストーン・ジャパン配布資料から引用）
1992年
Allen StoltzfusとJohn Fairfield（コンピュータ科学博士）の2人が米国バージニア州ハリソンバーグにて、Fairfield Language Technology を設立し、語学学習用ソフトウェアRosetta Stoneを開発。当初は主に大学等の教育機関を中心に採用が拡大し、その後、政府・公共機関および大学等の教育機関へと利用が拡大されていった。
2002年
KIOSK（直営小売店舗）による一般消費者への販売を米国内空港を中心に展開開始。（直近では2008年末時点で、全米各地の空港・ショッピングモールに約160店舗が展開されている）
2003年
一般消費者向け事業を積極的に展開し、通信販売による直販を開始。 航空機の機内誌等を通じた販売等により順調に拡大していったという。
2004年
“Virginia Technology Fast 50”（バージニア州で最も急成長が著しい50社）にRosetta Stone Inc.が選ばれる。
2005年
Rosetta Stone UK, Ltd.設立。欧州事業展開を開始。
2006年
日本法人としてロゼッタワールド株式会社を設立し、日本における事業展開の準備開始。
2007年
日本における直販サイトをオープン。11月より一般消費者への販売を本格的に開始。
日本法人の社名をロゼッタストーン・ジャパン株式会社に変更。
2008年
9月、日本で初めての直営店舗となる「ロゼッタワールド・ストアららぽーと豊洲店」をオープン。12月、「ロゼッタワールド・ストア丸善丸の内本店Store-in-Store」オープン。
2009年
4月、米国Rosetta Stone Inc.がニューヨーク証券取引所に上場。6月、商品名を「ロゼッタワールド」から「ロゼッタストーン」へ変更。
日本国内のロゼッタワールド・ストア3店舗（3月、丸善日本橋店Store-in-Store、4月、ららぽーと柏の葉店、5月、丸善ラゾーナ川崎店Store-in-Store）をオープン。

## 商品の特徴
（ロゼッタストーン・ジャパン配付資料から引用）
- 世界177カ国300万人以上の個人ユーザーをはじめ、NASA（アメリカ航空宇宙局）やアメリカ国務省、世界各地の政府・公共機関、1万校を超える学校・大学、多数のグローバル企業で、外国語学習プログラムとして正式に採用されている。
- 独自の「ダイナミック・イマージョン・メソッド（Dynamic Immersion Method）」を採用。実際のレッスン中は日本語（母国語）の説明はなく、学ぶ外国語のみの環境に。単語の暗記や文法といった従来の学習方法とは異なり、イメージと直感を駆使して、知らない単語を身近なモノや考え方と結び付けて覚えていく。まるで赤ちゃんがことばを学ぶ過程のように、ごく自然に新しい言語を習得することができる。
- 購入後6ヶ月以内なら無条件で返品可能というシステムを取っている。（直販サイトまたは直営店舗、同制度加盟店舗を通じた購入商品の場合）
- 言語バリエーション（例えば、英語製品にも2種類あり、発音やスペルの違いから「アメリカ英語」と「イギリス英語」に分けている。米国ではスペイン語（南米）が人気だが、本国のスペイン語もそれとは別に販売されている。また、タガログ語、ウェールズ語、パシュトー語などマイナーな言語も網羅されている。）
  - 英語（アメリカ）
  - 英語（イギリス）
  - アイルランド語
  - アラビア語
  - イタリア語
  - インドネシア語
  - ウェールズ語
  - オランダ語
  - 韓国語
  - ギリシア語
  - スウェーデン語
  - スペイン語（中南米）
  - スペイン語（スペイン）
  - スワヒリ語
  - タイ語
  - 中国語（北京語）
  - デンマーク語
  - ドイツ語
  - トルコ語
  - 日本語
  - パシュトー語
  - ヒンディー語
  - フィリピン語
  - フランス語
  - ベトナム語
  - ヘブライ語
  - ペルシア語
  - ポーランド語
  - ポルトガル語（ブラジル）
  - ラテン語
  - ロシア語

## 日本法人
- 商号: ロゼッタストーン・ジャパン株式会社
- 沿革：
  - 2006年7月14日 - 設立。
  - 2017年4月25日 - ソースネクストの完全子会社となり松田憲幸が代表取締役社長に就任。
- 代表者: 代表取締役社長 松田憲幸
- 本社所在地: 東京都渋谷区神宮前1-4-16 神宮前M-SQUARE